# SAGE-718
SAGE-718 (Nezaštićeni naziv: Dalzanemdor) je eksperimentalni lek koji se istražuje za lečenje neuroloških poremećaja i kognitivnih oštećenja. On deluje kao pozitivan alosterični modulator NMDA receptora, čija je aktivnost neophodna za učenje, pamćenje i kogniciju. SAGE-718 je analog neurosteroida 24S-hidroksiholesterola.
Prema podacima iz 2022. godine, SAGE-718 je u fazi II kliničkih ispitivanja[3] za Alchajmerovu bolest, Parkinsonovu bolest i Hantingtonovu bolest.